# Čertova jaskyňa
Čertova jaskyňa (pol. Czarcia Jaskinia; czasem też jaskyňa Zbojská – od niedalekiej, ważnej komunikacyjnie przełęczy Zbojská) – jaskinia krasowa w centralnej Słowacji o łącznej długości korytarzy 293 m.

## Położenie
Jaskinia znajduje się we wsch. części grupy górskiej oznaczanej przez Słowaków jako Veporské vrchy, w podgrupie Fabovej holi, w południowym odgałęzieniu wschodniego ramienia masywu Kučelacha (1141 m n.p.m.). Otwór wejściowy leży na wysokości 645 m n.p.m., niezbyt wysoko nad górną częścią doliny potoku Furmanec (znanej w tym miejscu jako Čertova dolina).

## Charakterystyka
Niemal cała jaskinia uformowana jest w tzw. wettersteinskich wapieniach pochodzących ze środkowego triasu, zaliczanych do płaszczowiny murańskiej. Płaszczowina ta występuje tu w postaci izolowanego ostańca (tzw. Kučelašska tektonicka troska), otoczonego młodszymi utworami z neogenu. Jaskinia jest pochodzenia fluwiokrasowego, obecnie już bez aktywnego cieku wodnego. Tworzy ją duża sala wejściowa oraz dwupoziomowy labirynt meandrujących korytarzy w różnych fazach rozwojowych, połączonych wieloma wertykalnymi studniami, sięgający do głębokości ok. 30 m. W przeszłości posiadała bogatą szatę naciekową, budowaną głównie z miękkich osadów, obecnie znacznie zdewastowaną na skutek niekontrolowanej działalności ludzkiej.

## Dzieje poznania
Jaskinia była znana okolicznej ludności od dawna. Znaleziono w niej m.in. szczątki żołnierza z 1919 r. Zostały w niej zidentyfikowane znaleziska antropologiczne oraz szczątki wymarłych zwierząt.

## Przyroda
Pomimo tego, że jaskinia była od dawna odwiedzana przez ludzi, w okresie zimowym systematycznie przebywa w niej kolonia zimujących nietoperzy. Jej liczność ocenia się na ok. 130 szt. Z tego względu, a także z uwagi na zróżnicowanie gatunkowe (9 gatunków) kolonia ta należy do najbogatszych na Słowacji.

## Ochrona
Jaskinia jest chroniona jako pomnik przyrody. Znajduje się w granicach rezerwatu przyrody Čertova dolina.

## Turystyka
Jaskinia nie jest dopuszczona do zwiedzania turystycznego.